# Day Keene
Day Keene, pseudonym för Gunard R. Hjertstedt, född 28 mars 1904 i Chicago i Illinois, död 9 januari 1969 i Los Angeles i Kalifornien, var en amerikansk romanförfattare, manusförfattare och novellförfattare. Han var av svensk och irländsk härkomst. Pseudonymen Day Keene modifierade han från moderns flicknamn Daisy Keeney. De första berättelserna publicerade han på 1930-talet under sitt riktiga namn Gunard Hjertstedt.
Keene skrev också under pseudonymen William Richards. En av Keenes romanhjältar var Johnny Aloha, en privatdetektiv av hawaiiansk och irländsk härkomst.

## På svenska
- Hennes sista roll (The Passion Murders, 1951, i översättning av Jan Wahlén) (Jaguarbok, Wennerberg, 1962)